# Gibbus lyonetianus
Gibbus lyonetianus foi uma espécie de gastrópodes da família Streptaxidae.
Foi endémica da Maurícia.